# 医師チャ・ジョンスク
『医師チャ・ジョンスク』（朝: Doctor Cha、朝: 닥터 차정숙）は、韓国のJTBCで2023年4月15日から同年6月4日まで放送されたテレビドラマ。日本ではNetflixで同時配信中。元医師の専業主婦から研修医へ転身する痛快ホームメディカルコメディ。

## あらすじ
医学部卒の専業主婦歴20年のチャ・ジョンスク（オム・ジョンファ）は、大学病院の外科長であるソ・イノ（キム・ビョンチョル）との間に2人の子女を儲けたが、夫婦仲は冷えている他にジョンスクの姑であるクァク・エシム（パク・チュングム）は「イノはジョンスクではなく、同級生のチェ・スンヒ（ミョン・セビン）と結婚すれば良かったのに」と後悔するほど、疎まれていた。そんな中、デパートでジョンスクは失神してしまう。ドナーを得なければ、危篤だったジョンスクは他の患者の移植を受け、回復。帰宅しても、家事に振り回されるジョンスクだったが、イケメン外科医のロイ・キムと出会い、医師になってみてはと勧められた。しかし、ジョンスクは夫家族の反対を押し切って、試験に励み、レジデントとなる。

## キャスト

### 主要人物
チャ・ジョンスク
演 - オム・ジョンファ
20年間専業主婦だったヒロイン。同期とは縁を切って、家事に従事してきた。イノや姑、子供達の反対を押し切り、20年前に諦めた研修医に挑戦する。
ソ・イノ
演 - キム・ビョンチョル
ジョンスクの夫で、クサン大学病院大腸肛門外科長。自身の趣味に浸っているばかりで、ジョンスクを冷たく扱う。
チェ・スンヒ
演 - ミョン・セビン
イノの初恋相手、家庭医学科教授。医療系の財閥令嬢だが、かつての同期だったジョンスクと最悪の再会を果たす。
ロイ・キム
演 - ミン・ウヒョク
クサン大学病院外科専門医。ジョンスクと偶然、出会う。

### イノの周辺人物
ソ・ジョンミン
演 - ソン・ジホ
ジョンスクの長男で、クサン大学病院外科レジデント1年目。母と同期になってしまうことに困惑する。
チョン・ソラ
演 - チョ・アラム
ジョンミンの恋人で、クサン大学病院レジデント3年目。ジョンスクを厳しく指導する。
クァク・エシム
演 - パク・チュングム
イノの母。嫁のジョンスクには毎朝、デトックスジュースを作らせたりとこき使う。

### ジョンスクの周辺人物
ペク・ミヒ
演 - ペク・ジュヒ
ジョンスクの親友で、皮膚科専門医。エシムの老化防止治療を引き受けている。
オ・ドクレ
演 - キム・ミギョン
ジョンスクの母。現在は老人ホームで勤務している。
ソ・イラン
演 - イ・ソヨン
ジョンスクの娘。美大入試に励む中、母がレジデントを目指すことに反対している。

### 特別出演
ユ・ジソン
演 - カン・ジヨン
未婚の妊婦。両親から妊娠中絶を勧められたが、出産を決意する。

## 視聴率
| 2023年 | 2023年  | 2023年           | 2023年           | 2023年 |
| ep     | 放送日  | 視聴率           | 視聴率           |        |
| ep     | 放送日  | 大韓民国（全国） | ソウル（首都圏） |        |
| ------ | ------- | ---------------- | ---------------- | ------ |
| 第1話  | 4月15日 | 4.937%           | 5.464%           |        |
| 第2話  | 4月16日 | 7.780%           | 8.632%           |        |
| 第3話  | 4月22日 | 7.814%           | 8.488%           |        |
| 第4話  | 4月23日 | 11.205%          | 11.715%          |        |
| 第5話  | 4月29日 | 10.856%          | 12.007%          |        |
| 第6話  | 4月30日 | 13.203%          | 13.317%          |        |
| 第7話  | 5月6日  | 12.874%          | 13.019%          |        |
| 第8話  | 5月7日  | 16.181%          | 16.868%          |        |
| 第9話  | 5月13日 | 15.588%          | 15.708%          |        |
| 第10話 | 5月14日 | 17.958%          | 18.925%          |        |
| 第11話 | 5月20日 | 16.225%          | 17.029%          |        |
| 第12話 | 5月21日 | 18.493%          | 19.336%          |        |
| 第13話 | 5月27日 | 14.420%          | 14.560%          |        |
| 第14話 | 5月28日 | 18.168%          | 17.920%          |        |
| 第15話 | 6月3日  | 14.676%          | 14.742%          |        |
| 第16話 | 6月4日  | 18.546%          | 19.383%          |        |

## その他
第7話で登場した「クローン病」の説明が不適切だとして議論が起こり、制作陣が謝罪コメントを出した。

## スタッフ
- 演出：キム・デジン（朝鮮語版）、キム・ジョンウク
- 脚本：チョン・エラン
- 制作：JTBC、ネクスト・エンターテインメント・ワールド、JCN